# Lianus flavus
Lianus flavus är en stekelart som beskrevs av Gomes och Penteado-dias 2006. Lianus flavus ingår i släktet Lianus och familjen bracksteklar. Inga underarter finns listade i Catalogue of Life.